# Klaus Janson

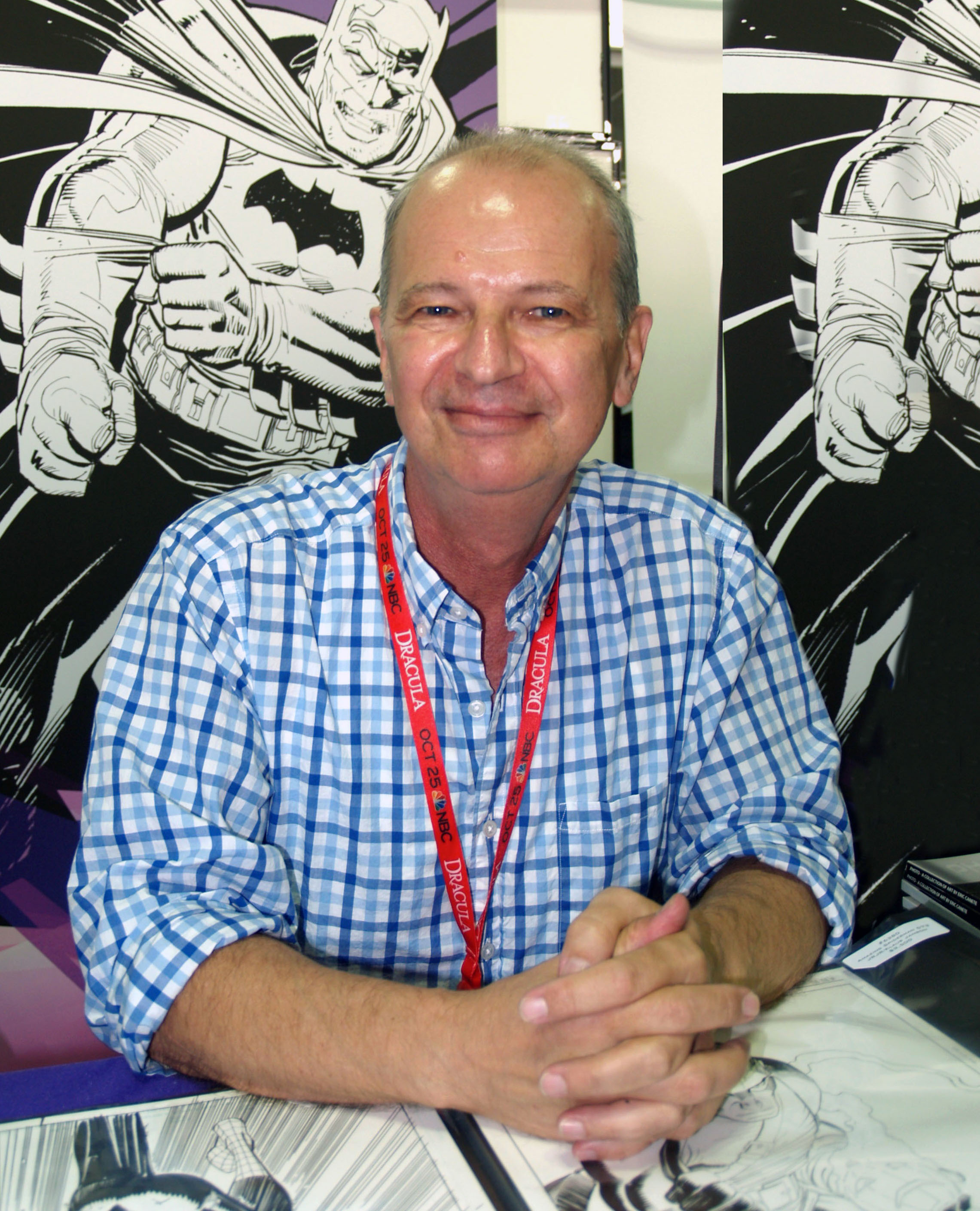
Klaus Janson (2013)

Klaus Janson (* 1952 in Coburg) ist ein US-amerikanischer Comiczeichner. Er wurde vor allem bekannt durch seine Zeichnungen für Frank Millers Comicroman The Dark Knight Returns.

## Leben
Janson siedelte als Kind mit seinen Eltern aus Westdeutschland in die Vereinigten Staaten über, wo er in Connecticut aufwuchs.  Als Jugendlicher traf er dort den Comiczeichner Dick Giordano, dessen Assistent er wurde. Auf Giordanos Vermittlung erhielt Janson schließlich eine Anstellung als Tuschezeichner bei dem Verlag Marvel Comics, wo er anfänglich die Zeichnungen für Sal Buscema für die Serie The Defenders inkte.
Seither hat Janson sowohl als Bleistiftzeichner als auch als überarbeitender Tuschezeichner gearbeitet. Dabei konzentriert er sich überwiegend auf Engagements bei den großen US-amerikanischen Verlagen DC-Comics und Marvel Comics.
Gemeinsam mit seinem Freund Frank Miller gestaltete Janson in den frühen 1980er Jahren die bei Marvel erscheinende Serie Daredevil. Die erfolgreiche Zusammenarbeit der beiden führte schließlich dazu, dass beide von DC-Comics für das Batman-Projekt, The Dark Knight Returns angeheuert wurden. In diesem, erstmals 1986 als Miniserie erschienenen und seither zahllose Male als Sammelband neuaufgelegten Comicroman, wird der Superheld Batman in ein dystopisches Zukunftsszenario versetzt, in dem er – inzwischen ein alter Mann – aus dem Ruhestand zurückkehrt, um noch einmal in seiner vom Verbrechen geplagten Heimatstadt für Ordnung zu sorgen.
Nach einem Streit während der Produktion des vielfach preisgekrönten und von Kritikern und breiter Leserschaft gleichermaßen gefeierten Dark Knights, beendeten Janson und Miller ihre künstlerische Partnerschaft, die sie seither nicht wieder aufgenommen haben.
Janson hat indessen vielfach Arbeiten anderer Künstler gestaltet: So zeichnete er 1991 einige von Grant Morrison verfasste Geschichten für die Batman-Serie Legends of the Dark Knight, gestaltete einige von Doug Moench für die Reihe Showcase '93 getextete Batman-Storys und visualisierte Greg Ruckas Miniserie Death and the Maidens.
Darüber hinaus hat Janson mehr als zehn Jahre lang als Dozent an der School of Visual Arts in New York City gearbeitet und ist ein fester freier Mitarbeiter des New York Museum of Comicbook Art.